# Paulo Aquarone
 (décembre 2017).
Paulo de Tarso Aquarone (27 août, 1956 - São Paulo) est un poète multimédia brésilien.

## Travail
- “Poemas Soltos de Mim” (1993),
- “Poemas que Eu Fiz” (1994),
- “Poemas que Vagam” (1994),
- “Poemas de Outono” (1994),
- “Poemas que Eu Conto” (1995),
- “Poemas de Novo” (1995),
- “Poemas das Cores” (1996),
- “Poemas sobre Papel” (1996),
- “Poemas no Livro são letras de Símbolo” (1998),
- “Som das Letras” (1999),
- “Poemas e Ilustrações Gráficas” (2000).

Édition du livre "Poemas escolhidos", papier fait main imprimée en typographie (30 exemplaires).

## Commentaires
- Paulo Bomfim (poète),
- João Scortecci (écrivain et éditeur),
- Raphael Galvez (peintre et sculpteur),
- Adélia Prado (poète),
- Judith Lauand (artiste),
- Antônio Maluf (artiste),
- Augusto de Campos (poète),
- Ferreira Gullar (poète),

## Expositions
- 1996 - Exposition individuelle à la «Bibliothèque Sergio Milliet" Centro Cultural de São Paulo, 1-29 février.
- 1997/1998 - Expositions solo, voyager, le Musée historique du Secrétariat d'État de la Culture de Sao Paulo - Guaratinguetá, Rio Claro, Vignoble, Itapecerica da Serra.
- 1997 - Passage souterrain de la Consolation, à Sao Paulo - SP.
- 1998 - Dans le hall du Secrétariat de la Culture de Sao Paulo
- 1999 - Exposition collective à la Galerie Jo Slavieiro, avec des artistes des années 1950 (années 1950 et leur implication): Alberto Teixeira, Anatol Wladyslaw, Antônio Maluf, Geraldo de Barros, John Graz, Judith Lauand Lothar Charoux, Samson Flexor, Wega Nery et autres.
- 2000 - Exposition personnelle à la Galerie de la Bibliothèque nationale de Lisbonne - Portugal (28 septembre au 10 novembre), pour célébrer le 500e anniversaire de la découverte du Brésil et parrainée par la Commission nationale pour la commémoration des découvertes portugaises, le ministère de la Culture Portugal. Les 40 œuvres (poèmes et graphiques) ont été donnés à la collection de la Bibliothèque nationale, et 30 exemplaires du livre 11, «Poèmes et illustrations graphiques."
- 2001 - Exposition personnelle dans le hall du CEC - Centro - SP.
- 2002 - Complexe exposition solo à la Julio Prestes par le ministère d'État de la Culture (Juillet-Août).
- 2003 - Exposition personnelle à la PRODAM culturels (à partir de février 13 to Mars 13).
- 2003 - Exposition personnelle à la Bibliothèque municipale Andrade (01-20 décembre).
- 2004 - Exposition solo au Festival littéraire de Paraty Int (7-11 juillet).
- 2005 - Exposition solo à la Casa das Rosas-Space Haroldo de Campos, Sao Paulo - SP du 28 janvier au Mars 18.
- 2005 - Exposition solo au Centre de Santander Banespa Hall culturel, São Paulo - SP peut-Juin 30 30.
- 2006 - Exposition personnelle à la Bibliothèque publique Alceu Amoroso Lima, Sao Paulo - SP du 7 février Mars to 4.
- 2006 - Exposition personnelle à la culture publique Lapa Tendal, Sao Paulo - SP du 8 mai au juin 8.
- 2006 - Salons Technique Connexions conférence - Sergio Motta art et la technologie dans le hall de Sénac Scipion Lapa, à Sao Paulo - SP le 26 mai. Obs.Poemas visuelle interactive ordinateur.
- 2006 - Exposition solo au sein du Bureau d'Art & Lordello Gobbi, Sao Paulo - SP 3 octobre 14 to novembre.
- 2007 - Exposition personnelle à la Bibliothèque publique de l'État de Rio de Janeiro, Rio de Janeiro - RJ 2 avril au 3 mai.
- 2007/2010 - Exposition dans les médias numériques (transport et des panneaux électroniques), par TVO Mixer, le Brésil de novembre 30 to novembre 30.
- 2008/2009 - exposition solo au Centre Culturel Oduvaldo Filho Vianna - Castelinho do Flamengo, Rio de Janeiro - RJ de 3 décembre 2008 à Février 9, 2009.
- 2010 - Exposition personnelle à la Bibliothèque publique de l'État de Santa Catarina - Florianópolis - SC peut 20 to 25 juin.
- 2010 - DOSSIER Exposition collective (Electronic Langage International Festival) dans la construction de FIESP - São Paulo - SP 27 juillet to 29 août (AlphaAlpha participant artiste projet organisé par Pinto Regina).
- 2011 - Exposition personnelle à la Bibliothèque de Sao Paulo - SP du 1er au 31 mars.
- 2012 – Exposition vidéo-poème projeté sur Basse Center Festival - São Paulo - SP du 23 mars au 1er avril.
- 2012 - Exposition solo au Theatro XVIII à Pelourinho - Salvador - BA en juillet.

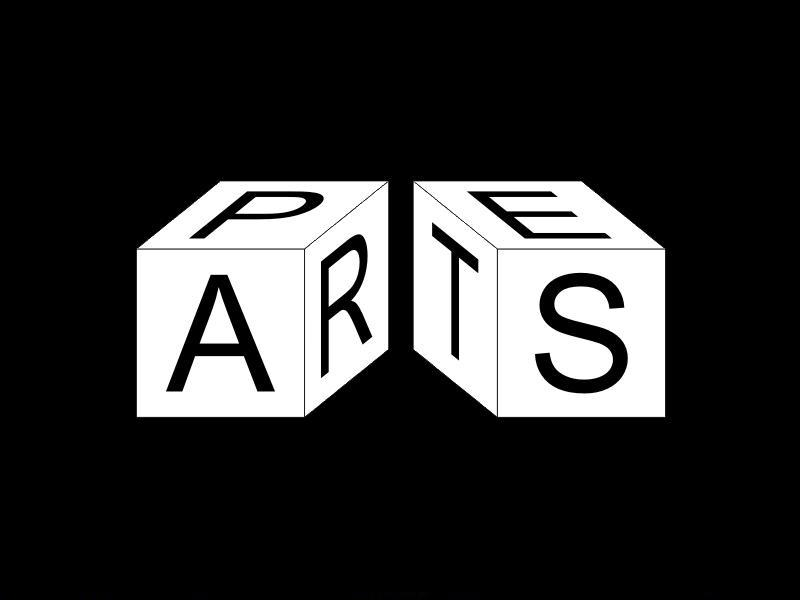
Objet poème visuel
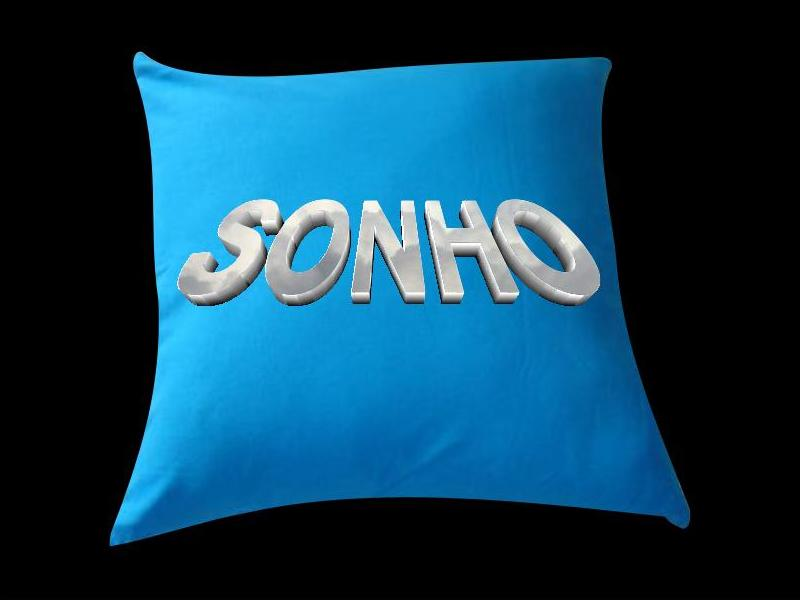
Objet poème visuel
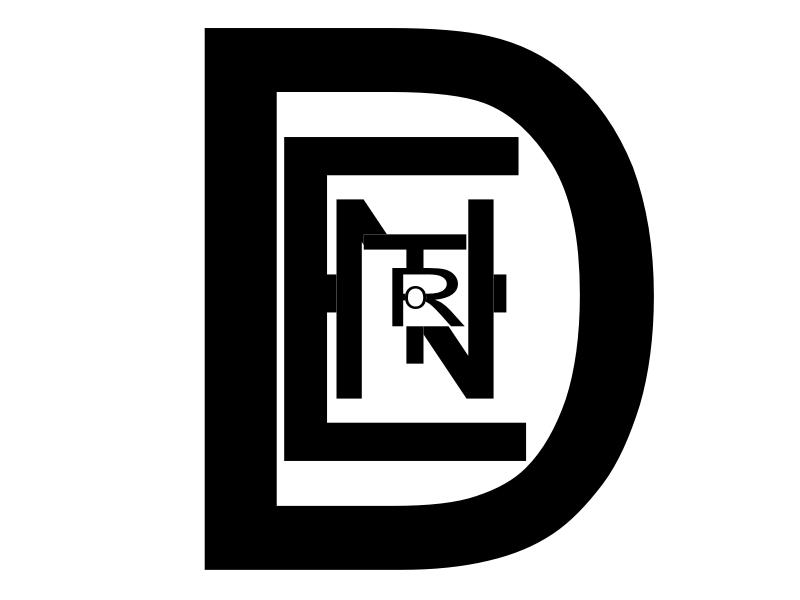
Poème visuel
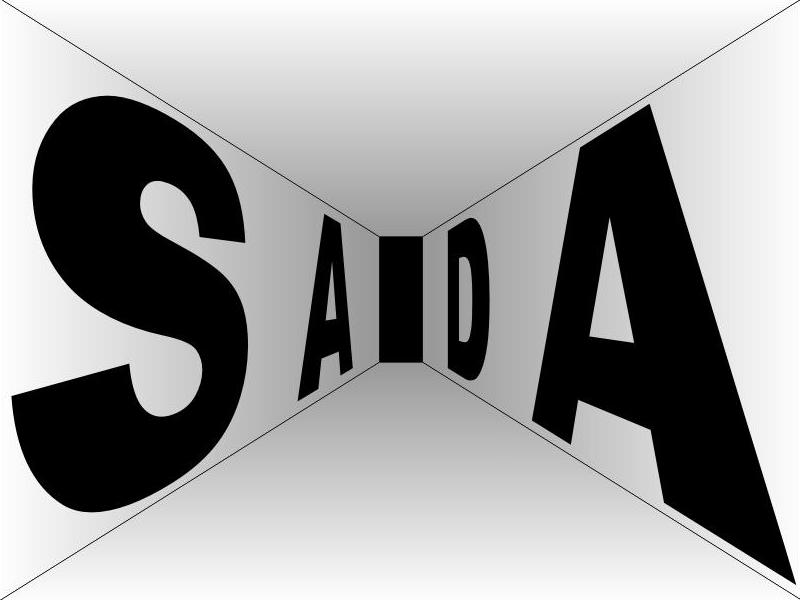
Installation poème
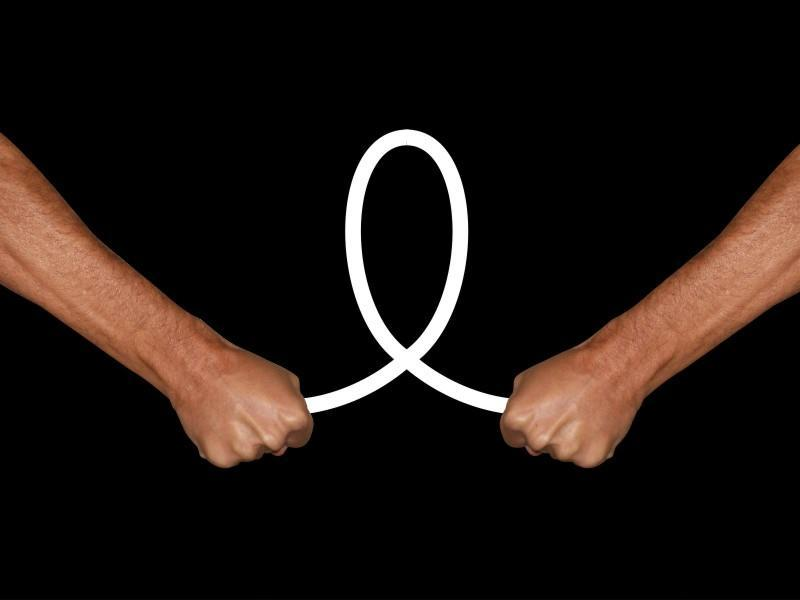
Poème visuel
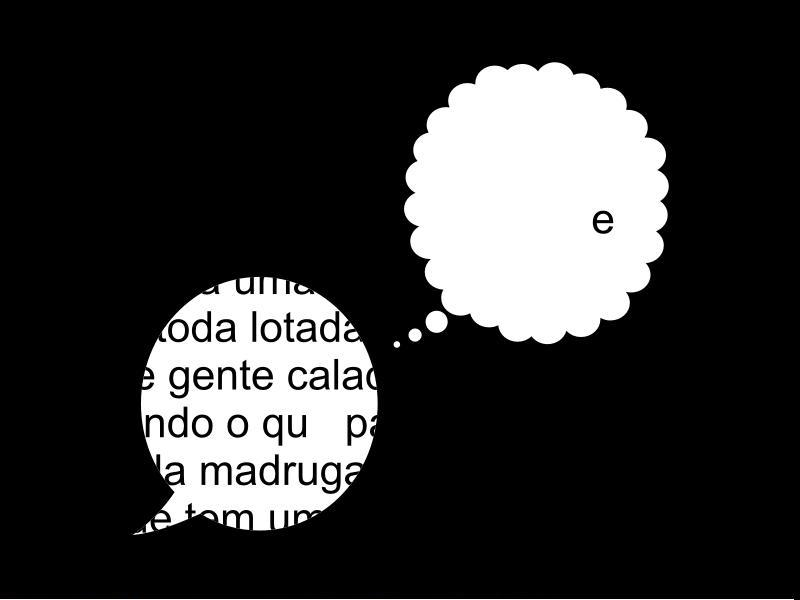
Poème visuel
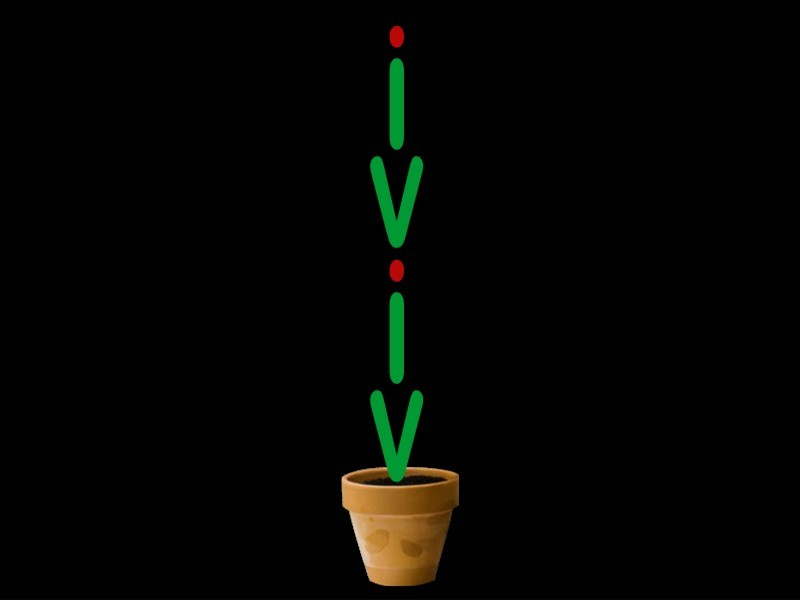
Objet poème visuel
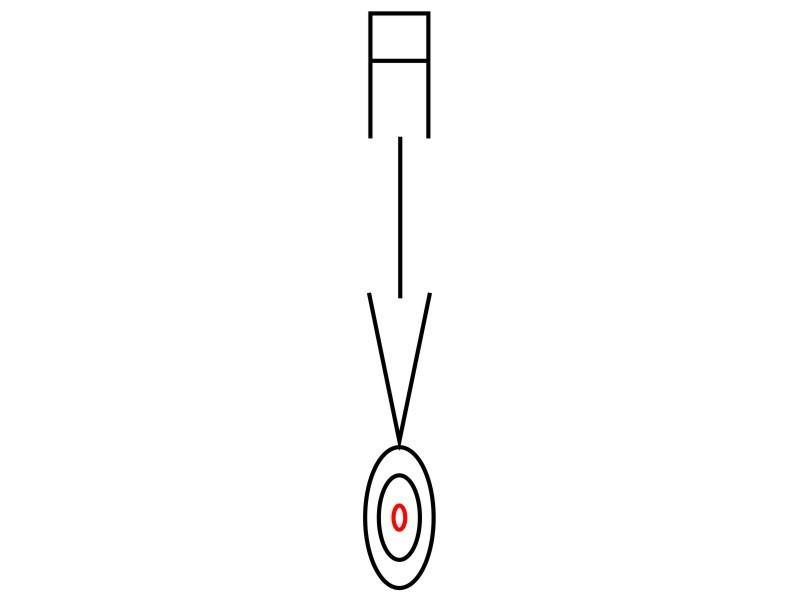
Objet poème visuel

Travaux dans les collections publiques et privées au Brésil et à l'étranger.